# 梵净山盾蕨
梵净山盾蕨（学名：Neolepisorus lancifolius）为水龙骨科盾蕨属下的一个种。